# Friedrich Mohs
Carl Friedrich Christian Mohs (Gernrode, 29 de enero de 1773-Agordo, 29 de septiembre de 1839) fue un geólogo y  mineralogista alemán.
Estudió en la Universidad de Halle, y en la academia de minas de Friburgo de Brisgovia, pasó luego un largo período en Austria realizando estudios de mineralogía, convirtiéndose en profesor de la disciplina en Graz en 1812. En 1818, tras el fallecimiento de Werner, fue nombrado catedrático de mineralogía en la academia de minas de Friburgo. En 1826 se trasladó a enseñar a Viena donde fue nombrado además superintendente del gabinete imperial.
Su trabajo más importante es el Tratado de Mineralogía (Grundriß der Mineralogie, 1825) y es recordado por la creación de la escala de Mohs de dureza que aún se emplea para los minerales. En esta escala, la dureza relativa de los minerales se clasifica en orden creciente de dureza sobre la base de diez minerales comunes: talco, yeso, calcita, fluorita, apatito, ortoclasa, cuarzo, topacio, corindón y diamante.